# ナッサー・エル・ソンバティ
ナッサー・エル・ソンバティ（Nasser El Sonbaty、1965年10月15日 - 2013年3月20日）は、ドイツ連邦共和国バーデン＝ヴュルテンベルク州シュトゥットガルト出身の、1990年代から2000年代に活躍したボディビルダー。

## 来歴
エジプト人の父親とセルビア人の母親の間に生まれ、幼少期はサッカーを習っていた。当時ソンバティは、ボディビル体型を気持ち悪いとすら思っていた。
17歳の時にサッカーの試合後に友人に誘われてたまたま行ったジムで、自分には考えられない高重量を扱ってトレーニングしているウエイトリフターに衝撃を受けて、ウエイトトレーニングを始めた。
アウクスブルク大学では歴史学・政治経済学・社会学の学位を取得。
ボディビルに理解を示さなかった父親の反対を押し切り、ドイツを中心にヨーロッパ各地の大会で活躍していたソンバティは、IFBBプロカードを取得。1990年にプロデビューし、後にアメリカに移住。
最高位は1997年ミスター・オリンピア2位。他にも1995年から1996年、1998年に3位入賞。
2005年引退。
引退後、黄色ブドウ球菌に感染し重症化するなど健康状態が悪化し、2013年、腎臓病を原因とする心不全が原因となり47歳の若さで死去。

## 人物
大学の学位取得、7ヶ国語が話せる知性などから"The Professor（筋肉博士）"と呼ばれるような知的な印象で知られ、身長180cm、体重120kg、上腕の周囲60cmの筋肉の鎧を誇った。
フリーウエイトやスクワットがマシントレーニングより効果的と主張していた。また、当時のビルダーとしては珍しく有酸素運動も取り入れていた。
下積み時代はプロテインを買う金もなくパンばかり食べていたが、結果的にはパンで得た糖質を活かしてバルクアップした。
現役当時、ジャッジへの不信感を持っていたと伝わる。1997年に2位入賞した際は優勝したドリアン・イエーツを指して「ドリアンなんて、全身筋断裂しまくりで、ひどいプロポーションだった」と不満を露わにしていた。
大の親日家で、特に人形焼が好きであった。一方で日本人に甘かったわけではなく、ボディビル記者のBenはソンバティの死去の際に「我々日本人に対してはいつも歯に衣着せぬ言動で、時には驚かされ、時には考えさせられたりもした」と振り返っている。